# Olethreutes phyllodoxa
Olethreutes phyllodoxa is een vlinder uit de familie bladrollers (Tortricidae). De wetenschappelijke naam voor deze soort is voor het eerst geldig gepubliceerd in 1932 door Meyrick.
De soort komt voor in tropisch Afrika.